# Guillaume II de Craon
Guillaume II de Craon (vers 1342/1345-† 1410), Chambellan royal ; de son propre chef vicomte de Châteaudun à partir de 1381 et seigneur de Marcillac (cf. 3, et la fin de l'article consacré à son père). Du chef de sa femme et petite-cousine Jeanne Savary de Montbazon, épousée en 1372, fille unique et héritière de Renaud Savary de Montbazon et Jeanne de Craon,,,, il est : baron ou sire de Sainte-Maure, Nouâtre, Ferrière-Larçon, Verneuil, Pressigny (fiefs venus d'Isabelle de Ste-Maure-Pressigny-Marcillac, arrière-grand-mère de Jeanne de Montbazon) ; seigneur de Châteauneuf et des quatre quints de Jarnac de 1342 à 1396 (fiefs venus de Marguerite de Mello, grand-mère maternelle de Jeanne de Montbazon) ; seigneur de Montbazon, Villandry/Co(u)lombiers, Savonnières, Montsoreau, du Brandon, Marnes et Moncontour (venus de Renaud de Montbazon).
Il est le fils de Guillaume Ier de Craon et de Marguerite de Dampierre-Flandre-Termonde, vicomtesse de Châteaudun, petite-fille de Guillaume de Termonde. Il est aussi le petit-fils d'Amaury III de Craon et de sa deuxième épouse Béatrice de Roucy-La Suze.

## Descendance
Guillaume et Jeanne de Montbazon auront huit enfants : 
- Amaury, l'aîné (1372-1390, qu'on dit mort à Mahdia dans l'expédition tunisienne du duc Louis II de Bourbon),
- Guillaume III de Craon, vicomte de Châteaudun de 1385 à 1391, seigneur de Sainte-Maure, qui meurt en 1396/1397 ou vers 1407/1410 ?, sans postérité,
- Jean de Craon, vicomte de Châteaudun, seigneur de Montbazon, Sainte-Maure, Colombiers (Villandry) et Nouâtre, après la mort de son frère, et de Marcoussis du droit de sa femme Jacqueline — fille du Grand maître de France Jean de Montagu, seigneur de Montagu-en-Laye vers Poissy et de Marcoussis — Grand échanson de France en 1413, tué en 1415 à Azincourt, sans postérité,
- Marguerite, après la mort de son frère Jean, est dame de Marcillac (venu de son père et peut-être en partie de sa mère), de Montbazon, Savonnières et du Brandon (venus de sa mère Jeanne de Montbazon), de Sainte-Maure et Nouâtre (fiefs venus, par sa mère Jeanne, d'Isabelle de Ste-Maure, la première femme d'Amaury III de Craon), et de Châteauneuf  (venu, par sa mère Jeanne, de Marguerite de Mello-St-Bris). Elle se marie à Guy VIII seigneur de La Rochefoucauld, d'où la suite des La Rochefoucauld, titrés princes de Marcillac, et de leurs descendants Rohan-Guéméné, ducs de Montbazon (avec Ste-Maure, Nouâtre, Le Brandon),
- Isabeau, alliée à Guillaume Odart/Odard, seigneur de Verrière(s)-en-Loudunois,
- Marie de Craon est dame de Montsoreau, Villandry/Co(u)lombiers, Marnes et Moncontour (fiefs venus de sa mère), de Jarnac (fief venu, par sa mère Jeanne de Montbazon, de Marguerite de Mello), de Précigny/Pressigny, Verneuil, Ferrière (fiefs venus, par sa mère Jeanne de Montbazon, d'Isabeau de Ste-Maure, la première femme d'Amaury III de Craon). Elle se marie, le 4 mars 1396, au chevalier Maurice Mauvinet ; puis en 1404, à Louis Ier Chabot, seigneur de La Grève et Chantemerle : ils fonderont la dynastie des Chabot de Jarnac,
- Jeanne, x Pierre II de Tournemine de La Hunaudaye
- Louise de Craon, mariée d’abord au seigneur d’Avesnecourt = Miles Rabache de Hangest, seigneur d'Hangest, d'Avesnecourt et de Catheu, ensuite au seigneur d’Auvillers (Auvilliers ?) = Jean de Mailly, avec lequel elle vit en 1423 : d'où postérité Mailly d'Auvillers.

Guillaume II de Craon, admis à la Cour, devint chambellan du roi Charles VI de France.